# .45 GAP
.45 GAP (Glock Auto Pistol) або .45 Glock (11,43×19 мм) пістолетний набій розроблений Ернестом Даремом, інженером компанії CCI/Speer, на запит компанії-виробника зброї Глок, для створення набою який був би еквівалентним набою .45 ACP. Набій має міцнішу головку гільзи для зменшення імовірності розриву шийки гільзи, крім того він коротший, щоб його можна було використовувати в компактній зброї. GAP це акронім від "Glock Automatic Pistol", а набій .45 GAP став першим комерційним набоєм компанії Глок.

## Розвиток
Набій .45 GAP має такий самий діаметр, як і пістолетний набій .45 ACP, але є дещо коротшим та має менший пістолетний капсуль замість великого пістолетного капсуля, який використовують в набоях .45 ACP. Спочатку вага оригінальної кулі набою .45 GAP становила 200 гранів (13 г). Для того, щоб забезпечити термінальну балістику, яка відповідала стандарту ваги 230 гранів (15 г) зарядки набою .45 ACP, набій .45 GAP було розроблено на роботу з більш високим тиском, який існував в набоях .45 ACP "+P". Оскільки набій .45 GAP мав менший об'єм ніж .45 ACP, щоб досягти потрібного тиску і швидкості використовували створювали суміші порохів. Пізніші розробки призвели до того, що набій .45 GAP отримав кулю вагою 230 гранів (15 г), як у набою .45 ACP. 

### Пістолети Глок .45 GAP
Компанія Глок представила пістолет Glock 37, який було розроблено під набій .45 GAP, а потім було представлено компактний пістолет Glock 38 та надкомпактний Glock 39. Пістолети Глок під набій .45 GAP мають рамку таку саму, що і пістолети під набої 9×19 мм/.40 S&W/.357 SIG. Затвор є дещо ширшим через використання набою .45 калібру та знаходиться на одному рівні з рамою. магазини під набій .45 GAP мають такі самі параметри, що й магазини під набої 9×19 мм/.40 S&W/.357 SIG.

### Пістолети інших виробників під набій .45 GAP
Спочатку, через популярність надкомпактної зброї для прихованого носіння під набій .45 GAP серед правоохоронців, деякі виробники зброї прийняли рішення випустити пістолети під набій .45 GAP, але зараз вони не випускають пістолети під цей набій. Виробництвом зброї під цей набій займаються лише компанії Glock та Bond Arms. Спрингфілдський арсенал створив пістолет серії XD (HS2000) під набій .45 GAP, але скасував виробництво пістолетів під цей калібр.

## Використання правоохоронцями
Сучасні правоохоронці в цілому відмовилися від зброї .45-калібру на користь зброї калібрів .40 S&W та 9×19 мм Парабелум. Незважаючи на це багато правоохоронних департаментів використовують зброю під набій .45 GAP. Правоохоронці трьох штатів використовують набої .45 GAP замість зброї під набої 9×19 мм Parabellum (Нью-Йорк) або .40 S&W  (Південна Кароліна та Флорида). Поліція штату Нью-Йорк, дорожні поліції Південної Кароліни та Флориди використовують пістолети Glock 37 та .45 GAP.
Зброю калібру .45 GAP використовують також невеликі департаменти, наприклад поліція Бурдена, Канзас, які носять пістолети Glock 37. Поліція Грінвіля (Північна Кароліна) та поліція Берклі (Міссурі) використовують пістолет Glock 37.   
Поліція штату Джорджія використовувала пістолет Glock Модель 37, але пізніше перейшла на пістолет Glock 17 під набій 9x19 мм четвертого покоління. Дорожня поліція Південної Кароліни також використовувала пістолет Glock 37, але вибрали новіший Glock 17 "M" під набій 9 мм.
Поліція штату Пенсильванія з 2007 року почала використовувати пістолет Glock 37, але через проблеми з постачанням боєприпасів, у 2013 році їх замінили пістолетами Glock 21 під набій .45 ACP четвертого покоління. Після виникнення проблем з пістолетами Глок четвертого покоління, поліція штату Пенсильванія перейшла на пістолет SIG Sauer P227 під набій .45 ACP.